# Hiparco (filho de Pisístrato)
Hiparco (em grego ππαρχος) foi o filho mais novo de Pisístrato e, portanto, irmão de Hípias. Após a morte de seu pai, governou Atenas como tirano ao lado de seu irmão a partir de 527 a.C. até a data de sua morte em 514 a.C. Foi assassinado pelos tiranicidas Harmódio e Aristógito como vingança após uma humilhação que teria infligido à irmã de Harmódio.

## Vida e assassinato
Hiparco foi filho do tirano ateniense Pisístrato e o sucedeu como governante de Atenas em 527 a.C. ao lado de seu irmão mais velho Hípias. De acordo com Aristóteles, Hiparco era um patrono das artes que trouxe escritores, poetas e artistas à sua corte, incluindo nomes como Simónides.
Em relato de Tucídides, Hiparco se apaixonou por Harmódio que o rejeitou em prol de Aristógito que já era seu amado. Como vingança Hiparco convidou a irmã de Harmódio para carregar um cesto em homenagem a Atena nas Panateneias, porém no evento desqualificou-a como apta à função colocando em dúvida sua virgindade. Em consequência dessa humilhação conferida à sua irmã e sua família, Harmódio junto de Aristógito arquitetaram uma conspiração para assassinar ambos os irmãos tiranos, contudo conseguiram matar apenas Hiparco, mas não Hípias. Harmódio acabou morto durante o ataque enquanto Aristógito foi preso, torturado e executado posteriormente. Ambos os assassinos, Harmódio e Aristógito, ficaram conhecidos como tiranicidas e foram celebrados pela Atenas democrática que surgiria após a queda de Hípias.